# Tanith Lee
Tanith Lee, född 19 september 1947 i London, död 24 maj 2015 i East Sussex, var en brittisk fantasy-, skräck- och science fiction-författare.
Lee skrev minst 90 romaner och 300 noveller, en bilderbok (Animal Castle) och flera dikter. Hon skrev även manuskript till BBC:s science fiction-serie Blake's 7.
Hennes första novell, Eustace, publicerades 1968. Hennes första roman (för barn) var The Dragon Hoard, som publicerades 1971.
Lee var gift med författaren John Kaiine sen 1992.
På svenska har många av hennes science fiction-böcker givits ut av Delta Förlag.